# Martin Nečas
Martin Nečas (* 15. ledna 1999 Nové Město na Moravě) je český profesionální hokejový útočník působící v týmu Colorado Avalanche v Denveru v americko-kanadské NHL. Na profesionální úrovni debutoval v dresu HC Komety Brno během sezóny 2016/17, kdy významně přispěl k zisku titulu. V roce 2017 byl draftován jako dvanáctý celkově týmem Carolina Hurricanes. Na mezinárodní scéně reprezentuje Česko, v roce 2024 získal titul mistra světa na domácím šampionátu. 

## Kariéra v Česku a NHL
Rodák z Nového Města na Moravě začal hrát hokej na profesionální úrovni za SKLH Žďár nad Sázavou. Za žďárský tým hrál do sezony 2014/15. V průběhu tohoto ročníku se přesunul do extraligového klubu HC Kometa Brno. Sezonu 2014/15 ukončil jako nejproduktivnější hráč nejvyšší soutěže mladšího dorostu, značnou část odehrál ještě za Žďár. Klubový úspěch s Kometou nastal o rok později, se starším dorostem vyhráli soutěž.
V květnu 2016 byl vybrán v draftu ruské KHL v prvním kole týmem Traktor Čeljabinsk z desátého místa. Za výkony v české nejvyšší mládežnické soutěži byl nominován do různých turnajů za českou reprezentaci. V kategorii do 18 let byl zvolen kapitánem mužstva. Jako kapitán mužstva do 18 let dovedl reprezentaci v turnaji Memoriál Ivana Hlinky 2016 k historickému prvnímu zlatu. Premiéru mezi seniory v nejvyšší soutěži uskutečnil hned v prvním kole, 9. září 2016]proti PSG Zlín odehrál šestnáct minut v útočné formaci Martin Erat – Martin Nečas – Marek Kvapil. O čtyři dny později v zápase proti BK Mladá Boleslav si připsal svůj první bod v ELH. V 6. kole nejvyšší domácí soutěže vstřelil v zápase proti HC Energie Karlovy Vary svou premiérovou branku. Zápas skončil vítězstvím 4:2. V základní sestavě Komety Brno zůstal do konce sezony.
Po skončení základní části WSM ligy odešel na výpomoc nedalekému moravskému týmu SK Horácká Slavia Třebíč, který odehrával čtvrtfinále playoff s pražským celkem HC Slavia Praha. Za Třebíč nastoupil pouze v jednom zápase, druhý zápas mezi Třebíčí a Slávií měl stejný hrací den s Kometou Brno, ve kterém nastoupil. V Třebíči nastoupil ve třetí útočné formaci Tomáš Havránek – Martin Nečas – Ondřej Malec. Další zápasy za Horáckou Slavii Třebíč nepřidal, protože Třebíč podlehla 0:4 na zápasy v sérii se Slavií Praha.
Pro nadcházející vstupní draft NHL byl kandidátem na umístění v prvním kole. V playoff nastoupil za Kometu Brno v deseti zápasech; po postupu do finálové části, ve které hráli o titul s Bílými Tygry Liberec, ale nenastoupil. Místo toho byl povolán hlavním trenérem reprezentační osmnáctky Václavem Varaďou. Po skončení sezony se stala Kometa Brno mistrem české ligy, Martin Nečas získal medaili až později. Při vyhlašování cen v české nejvyšší soutěži byl zvolen nováčkem sezony.
Dne 24. června 2017 proběhlo první kolo draftu NHL, Martina Nečase si vybrali z 12. místa manažeři týmu Carolina Hurricanes. Byl tak prvním z českých hráčů, který byl vybrán v draftu NHL v tomto roce, v prvním kole draftu se z Čechů dočkal ještě Filip Chytil z PSG Zlín. Při přebírání dresu Carolina Hurricanes obdržel první pozdravy od bývalého českého hokejisty a skauta Roberta Krona. Od sezóny 2019/2020 se usadil v hlavní sestavě Caroliny Hurricanes. V lednu 2025 byl Nečas vyměněn do klubu Colorado Avalanche za Mikka Rantanena.

## Reprezentační kariéra
Svůj první reprezentační zápas odehrál v roce 2015 na World Hockey Challenge do 17 let. Na tomto turnaji působil jako kapitán mužstva a v pěti zápasech zaznamenal pět bodů, nejvíce z českých hráčů. V roce 2016 byl opět kapitánem mužstva na memoriálu Ivana Hlinky a se šesti body ve čtyřech zápasech obsadil celkově šesté místo v bodování a pomohl týmu získat zlaté medaile. Později debutoval na mistrovství světa juniorů v roce 2017, kde si připsal tři body. Mimo jiné se téhož roku zúčastnil mistrovství světa hráčů do 18 let, kde působil jako kapitán českého týmu a v pěti zápasech nahrál na tři branky.
Na mistrovství světa juniorů v roce 2018 nahrál na 8 branek a s 11 body se umístil (spolu s Caseyem Mittelstadtem z USA) na prvním místě bodování, čímž pomohl českému týmu k čtvrtému místu. V květnu 2018 se zúčastnil seniorského mistrovství světa a v sedmi zápasech získal 5 bodů. O rok později mu jeho tým Carolina Hurricanes povolil účast na mistrovství světa juniorů, kde působil opět jako kapitán mužstva. Již několik měsíců před započetím mistrovství světa v roce 2024 prohlásil, že by rád reprezentoval Česko. Po neúspěchu Hurricanes v play-off NHL absolvoval výstupní prohlídku, která prokázala jeho způsobilost zúčastnit se mistrovství světa. Jeho prvním zápasem turnaje byl celkově šestý zápas Česka, ve kterém česká reprezentace porazila Velkou Británii 4:1.

## Prvenství

### ČHL
- Debut – 9. září 2016 (PSG Zlín proti HC Kometa Brno)
- První asistence – 13. září 2016 (HC Kometa Brno proti BK Mladá Boleslav)
- První gól – 25. září 2016 (HC Energie Karlovy Vary proti HC Kometa Brno, českému  brankáři Tomáši Závorkovi)

### NHL
- Debut – 17. října 2017 (Edmonton Oilers proti Carolina Hurricanes)
- První asistence – 7. října 2018 (Carolina Hurricanes proti New York Rangers)
- První gól – 16. října 2018 (Tampa Bay Lightning proti Carolina Hurricanes, kanadskému brankáři Louisu Domingue)
- První hattrick - 8. února 2024 (Carolina Hurricanes proti Colorado Avalanche)

## Ocenění a úspěchy
- 2014 ODM – Nejlepší nahrávač (10 asistencí)
- 2015 ČHL-16 – Nejlepší nahrávač (59 asistencí)
- 2015 ČHL-16 – Nejproduktivnější hráč (91 bodů)
- 2015 ČHL-16 – Nejlepší hráč v pobytu na ledě +/- (+67)
- 2016 ČHL-18 – Nejlepší nahrávač v playoff (11 asistencí)
- 2016 ČHL-18 – Nejproduktivnější hráč v playoff (15 bodů)
- 2017 ČHL – Nejlepší nováček
- 2018 ČHL – Nejproduktivnější junior (17 bodů)
- 2018 ČHL – Zlatá helma Sencor
- 2018 ČHL – Vítězný gól
- 2018 MSJ – Nejlepší nahrávač (8 asistencí)
- 2018 MSJ – Nejproduktivnější hráč (11 bodů)
- 2018 MSJ – Top tří hráčů týmů

V roce 2024 byl v anketě Sportovec kraje Vysočina oceněn v kategorii Sportovní výkon roku.

## Rekordy
ČHL
- nejmladší střelec vítězného gólu

NHL
- nejrychlejší český hattrick od úvodu zápasu (16:51) [18]

Pozn.: držitel tohoto rekordu byl do 8. února 2024 Bobby Holík, který vstřelil 22. ledna 1993 hattrick v čase 17:21.

## Klubová statistika
| Sezóna       | Klub                     | Soutěž       |     | Základní část | Základní část | Základní část | Základní část | Základní část |    | Play off | Play off | Play off | Play off | Play off |
| Sezóna       | Klub                     | Soutěž       | Z   | G             | A             | B             | TM            | Z             | G  | A        | B        | TM       |          |          |
| 2013/14      | SKLH Žďár nad Sázavou    | ČHL-16       | 36  | 29            | 29            | 58            | 14            | —             | —  | —        | —        | —        |          |          |
| 2014/15      | SKLH Žďár nad Sázavou    | ČHL-16       | 25  | 24            | 47            | 71            | 10            | —             | —  | —        | —        | —        |          |          |
| 2014/15      | HC Kometa Brno           | ČHL-16       | 9   | 8             | 12            | 20            | 4             | 4             | 4  | 5        | 9        | 2        |          |          |
| 2014/15      | HC Kometa Brno           | ČHL-18       | 4   | 1             | 2             | 3             | 4             | —             | —  | —        | —        | —        |          |          |
| 2015/16      | HC Kometa Brno           | ČHL-18       | 18  | 9             | 21            | 30            | 14            | 10            | 4  | 11       | 15       | 6        |          |          |
| 2016/17      | HC Kometa Brno           | ČHL-20       | 1   | 1             | 2             | 3             | 4             | 0             | 0  | 0        | 0        | 0        |          |          |
| 2016/17      | HC Kometa Brno           | ČHL          | 41  | 7             | 8             | 15            | 6             | 10            | 4  | 0        | 4        | 8        |          |          |
| 2016/17      | SK Horácká Slavia Třebíč | 1.ČHL        | 0   | 0             | 0             | 0             | 0             | 1             | 0  | 0        | 0        | 0        |          |          |
| 2017/18      | Carolina Hurricanes      | NHL          | 1   | 0             | 0             | 0             | 0             | —             | —  | —        | —        | —        |          |          |
| 2017/18      | HC Kometa Brno           | ČHL          | 24  | 9             | 8             | 17            | 6             | 14            | 4  | 5        | 9        | 6        |          |          |
| 2018/19      | Carolina Hurricanes      | NHL          | 7   | 1             | 1             | 2             | 0             | —             | —  | —        | —        | —        |          |          |
| 2018/19      | Charlotte Checkers       | AHL          | 64  | 16            | 36            | 52            | 36            | 18            | 5  | 8        | 13       | 6        |          |          |
| 2019/20      | Carolina Hurricanes      | NHL          | 64  | 16            | 20            | 36            | 20            | 8             | 1  | 3        | 4        | 0        |          |          |
| 2020/21      | Carolina Hurricanes      | NHL          | 53  | 14            | 27            | 41            | 10            | 11            | 2  | 3        | 5        | 0        |          |          |
| 2021/22      | Carolina Hurricanes      | NHL          | 78  | 14            | 26            | 40            | 32            | 13            | 0  | 5        | 5        | 0        |          |          |
| 2022/23      | Carolina Hurricanes      | NHL          | 82  | 28            | 43            | 71            | 32            | 15            | 4  | 3        | 7        | 2        |          |          |
| 2023/24      | Carolina Hurricanes      | NHL          | 77  | 24            | 29            | 53            | 42            | 11            | 4  | 5        | 9        | 0        |          |          |
| 2024/25      | Carolina Hurricanes      | NHL          | 49  | 16            | 39            | 55            | 10            | —             | —  | —        | —        | —        |          |          |
| Celkem v ČHL | Celkem v ČHL             | Celkem v ČHL | 65  | 16            | 16            | 32            | 12            | 24            | 8  | 5        | 13       | 14       |          |          |
| Celkem v NHL | Celkem v NHL             | Celkem v NHL | 411 | 113           | 185           | 298           | 148           | 59            | 11 | 19       | 30       | 2        |          |          |

## Reprezentace
| Rok                    | Tým                    | Soutěž                 | Z  | G | A  | B  | TM |
| ---------------------- | ---------------------- | ---------------------- | -- | - | -- | -- | -- |
| 2015                   | Česko 17               | WHCH-17                | 5  | 4 | 1  | 5  | 4  |
| 2016                   | Česko 18               | MIH                    | 4  | 2 | 4  | 6  | 2  |
| 2017                   | Česko 18               | MS-18                  | 5  | 0 | 3  | 3  | 4  |
| 2017                   | Česko 20               | MSJ                    | 5  | 1 | 2  | 3  | 2  |
| 2018                   | Česko 20               | MSJ                    | 7  | 3 | 8  | 11 | 0  |
| 2018                   | Česko                  | MS                     | 7  | 3 | 2  | 5  | 0  |
| 2019                   | Česko 20               | MSJ                    | 5  | 1 | 3  | 4  | 18 |
| 2024                   | Česko                  | MS                     | 5  | 1 | 6  | 7  | 2  |
| 2025                   | Česko                  | MS                     | 7  | 3 | 4  | 7  | 4  |
| Juniorská reprezentace | Juniorská reprezentace | Juniorská reprezentace | 17 | 5 | 13 | 18 | 20 |
| Seniorská reprezentace | Seniorská reprezentace | Seniorská reprezentace | 19 | 7 | 12 | 19 | 6  |